# Cooplacurripa River
Der Cooplacurripa River ist ein Fluss im Osten des australischen Bundesstaates New South Wales.

## Geographie
Er entspringt im Nördlichen Tafelland von New South Wales auf einer Höhe von 1260 m auf der Great Dividing Range, rund 3,5 km nordöstlich von Riamukka. Von dort fließt er nach Südosten, nimmt den Walcrow River und den Mummel River auf und mündet schließlich 33 km südöstlich von Nowendoc in den Nowendoc River.
Das Land entlang des Cooplacurripa River dient als Weidefläche, vornehmlich für die Haltung von Fleischkühen. Die 22560 ha große Kälberaufzuchtstation Cooplacurripa am Fluss gehörte früher der Australian Agricultural Company (AACo) 1929 fand ein Mann in Cooplacurripa den Tod, als er den Fluss bei Flut überqueren wollte.

### Nebenflüsse mit Mündungshöhen
- Walcrow River – 350 m
- Mummel River – 177 m[1]

## Verwaltung
Der Cooplacurripa River gehört zur Local Government Area Walcha und zum Hawes County.

## Fischfang
Die Liste der Forellengewässer in New South Wales weist den Cooplacurripa River und seine Nebenflüsse oberhalb des Zuflusses des Mummel River auf.